# Takuzu
Een Takuzu of binaire puzzel is een logische puzzel waarbij getallen in vakjes geplaatst moeten worden. De meeste grids bestaan uit 10 × 10 vakjes, maar er komen ook 4×4, 6×6, 8×8, 12×12, 14×14 en 16×16 grids voor. Het doel is om een grid te vullen met enen en nullen. In een gegeven puzzel zijn reeds een aantal vakjes ingevuld. Men moet de resterende vakjes invullen waarbij men de volgende regels in acht moet nemen:
- In iedere rij en iedere kolom komen evenveel enen en nullen voor.
- Er staan nergens meer dan twee gelijke cijfers naast elkaar.

Voor het oplossen van de puzzel volstaat logisch denken; gokken is niet nodig.
Bij sommige varianten geldt er nog een derde spelregel:
- Geen enkele kolom mag gelijk zijn aan andere kolom en geen enkele rij mag gelijk zijn aan een andere rij.

De originele versie van deze puzzel is in 2006 bedacht en geregistreerd als binero door de Vlaming Leo De Winter uit Berchem. De Vlaamse puzzelbedenkers Frank Coussement en Peter De Schepper hebben "Binairo" in 2009 als gemeenschapsmerk laten registreren.
De allereerste binero's van Leo De Winter verschenen in het populairwetenschappelijk maandblad Eos in juni 2008. Keesing Media Groep publiceert vierwekelijks binaire puzzels onder de merknaam 'Denksport' (Binaire puzzels 1-3*, Binaire expert 3-5* en Binaire kampioen 4-5*). Speciaal voor de Vlaamse markt publiceren zij ook Het Nieuwsblad Binair Puzzelboek en Het Nieuwsblad Binair Pocket (als Denksport), en Het Laatste Nieuws Binaire Classic 1 t/m 3 en Het Laatste Nieuws Binaire Classic 4 t/m 6 onder de merknaam De Puzzelaar.
Binaire puzzels zijn online te vinden op verschillende websites.

Een onopgeloste Takuzu met een 4×4-grid
Hetzelfde grid maar nu opgelost